# Evan Dunfee
Evan Dunfee (ur. 28 września 1990 w Richmond) – kanadyjski lekkoatleta specjalizujący się w chodzie sportowym.
W 2007 zajął 23. miejsce na mistrzostwach świata juniorów młodszych, a rok później był dziesiąty na juniorskich mistrzostwach świata w Bydgoszczy. Szósty chodziarz igrzysk Wspólnoty Narodów w 2010. Dwa lata później stanął na najwyższym stopniu podium młodzieżowego czempionatu NACAC. Brązowy medalista uniwersjady w Kazaniu w rywalizacji drużynowej (2013). W tym samym roku sięgnął po srebro igrzysk frankofońskich. W 2015 został mistrzem igrzysk panamerykańskich w Toronto. Dwunasty zawodnik chodu na 20, jak i na 50 kilometrów podczas mistrzostw świata w Pekinie. W 2016 startował na igrzyskach olimpijskich w Rio de Janeiro, podczas których był dziesiąty w chodzie na 20 kilometrów oraz zajął 4. miejsce w chodzie na 50 kilometrów. W następnym sezonie uplasował się na piętnastej pozycji w chodzie na 50 kilometrów w mistrzostwach świata w Londynie. W 2019 zdobył brązowy medal w chodzie na 50 kilometrów podczas mistrzostw świata w Dosze. Brązowy medalista igrzysk olimpijskich w Tokio (2021).
Złoty medalista mistrzostw Kanady oraz reprezentant kraju w pucharze świata w chodzie.
W 2014 uzyskał licencjat w kinezjologii na Uniwersytecie Kolumbii Brytyjskiej. 

## Osiągnięcia
| Rok  | Impreza                                | Miejsce        | Konkurencja                 | Lokata      | Wynik      |
| ---- | -------------------------------------- | -------------- | --------------------------- | ----------- | ---------- |
| 2007 | Mistrzostwa świata juniorów młodszych  | Ostrawa        | chód na 10 000 m            | 23. miejsce | 47:40,86   |
| 2008 | Mistrzostwa świata juniorów            | Bydgoszcz      | chód na 10 000 m            | 10. miejsce | 42:56,82   |
| 2009 | Panamerykański puchar w chodzie        | San Salvador   | chód na 10 km               | 4. miejsce  | 44:16      |
| 2009 | Mistrzostwa panamerykańskie juniorów   | Port-of-Spain  | chód na 10 000 m            | 6. miejsce  | 43:27,04   |
| 2010 | Puchar świata w chodzie                | Chihuahua      | chód na 20 km               | –           | DNF        |
| 2010 | Igrzyska Wspólnoty Narodów             | Nowe Delhi     | chód na 20 km               | 6. miejsce  | 1:28:13    |
| 2011 | Uniwersjada                            | Shenzhen       | chód na 20 km               | 14. miejsce | 1:29:13    |
| 2012 | Puchar świata w chodzie                | Sarańsk        | chód na 20 km               | –           | DNF        |
| 2012 | Młodzieżowe mistrzostwa NACAC          | Irapuato       | chód na 20 000 m            | 1. miejsce  | 1:26:15,32 |
| 2013 | Panamerykański puchar w chodzie        | Gwatemala      | chód na 20 km               | 4. miejsce  | 1:25:43    |
| 2013 | Uniwersjada                            | Kazań          | chód na 20 km               | 21. miejsce | 1:31:07    |
| 2013 | Uniwersjada                            | Kazań          | chód na 20 km (drużynowo)   | 3. miejsce  | 4:20:35    |
| 2013 | Mistrzostwa świata                     | Moskwa         | chód na 50 km               | 36. miejsce | 3:59,28    |
| 2013 | Igrzyska frankofońskie                 | Nicea          | chód na 20 km               | 2. miejsce  | 1:25:30    |
| 2014 | Puchar świata w chodzie                | Taicang        | chód na 20 km               | 11. miejsce | 1:20:13    |
| 2015 | Igrzyska panamerykańskie               | Toronto        | chód na 20 km               | 1. miejsce  | 1:23:06    |
| 2015 | Mistrzostwa świata                     | Pekin          | chód na 20 km               | 12. miejsce | 1:21:48    |
| 2015 | Mistrzostwa świata                     | Pekin          | chód na 50 km               | 12. miejsce | 3:49:56    |
| 2016 | Drużynowe mistrzostwa świata w chodzie | Rzym           | chód na 20 km               | 16. miejsce | 1:21:26    |
| 2016 | Igrzyska olimpijskie                   | Rio de Janeiro | chód na 20 km               | 10. miejsce | 1:20:49    |
| 2016 | Igrzyska olimpijskie                   | Rio de Janeiro | chód na 50 km               | 4. miejsce  | 3:41:38    |
| 2017 | Mistrzostwa świata                     | Londyn         | chód na 50 km               | 15. miejsce | 3:47:36    |
| 2018 | Igrzyska Wspólnoty Narodów             | Gold Coast     | chód na 20 km               | 8. miejsce  | 1:23:26    |
| 2018 | Drużynowe mistrzostwa świata w chodzie | Taicang        | chód na 50 km               | 12. miejsce | 3:50:18    |
| 2018 | Mistrzostwa NACAC                      | Toronto        | chód na 20 km               | 1. miejsce  | 1:25:39    |
| 2019 | Igrzyska panamerykańskie               | Lima           | chód na 20 km               | 5. miejsce  | 1:22:27    |
| 2019 | Mistrzostwa świata                     | Doha           | chód na 20 km               | –           | DNS        |
| 2019 | Mistrzostwa świata                     | Doha           | chód na 50 km               | 3. miejsce  | 4:05:02    |
| 2021 | Igrzyska olimpijskie                   | Tokio          | chód na 50 km               | 3. miejsce  | 3:50:59    |
| 2022 | Drużynowe mistrzostwa świata w chodzie | Maskat         | chód na 20 km               | 7. miejsce  | 2:38:08    |
| 2022 | Mistrzostwa świata                     | Eugene         | chód na 35 km               | 6. miejsce  | 2:25:02    |
| 2022 | Igrzyska Wspólnoty Narodów             | Birmingham     | chód na 10 000 m            | 1. miejsce  | 38:36,37   |
| 2022 | Mistrzostwa NACAC                      | Freeport       | chód na 20 000 m            | 2. miejsce  | 1:27:17,91 |
| 2023 | Mistrzostwa świata                     | Budapeszt      | chód na 20 km               | 4. miejsce  | 1:18:03    |
| 2023 | Mistrzostwa świata                     | Budapeszt      | chód na 35 km               | 4. miejsce  | 2:25:28    |
| 2023 | Igrzyska panamerykańskie               | Santiago       | chód na 20 km               | 9. miejsce  | 1:22:14    |
| 2024 | Drużynowe mistrzostwa świata w chodzie | Antalya        | sztafeta mieszana w chodzie | 26. miejsce | 3:07:10    |
| 2024 | Igrzyska olimpijskie                   | Paryż          | chód na 20 km               | 5. miejsce  | 1:19:16    |
| 2024 | Igrzyska olimpijskie                   | Paryż          | sztafeta mieszana w chodzie | 20. miejsce | 3:04:57    |

## Rekordy życiowe
- chód na 10 000 metrów – 38:08,50 (27 stycznia 2025, Canberra), rekord Ameryki Północnej;
- chód na 20 kilometrów – 1:17:39 (16 lutego 2025, Adelaide), rekord Ameryki Północnej;
- chód na 35 kilometrów – 2:21:40 (22 marca 2025, Dudince), do 18 maja 2025 rekord świata, rekord Ameryki Północnej, 2. wynik w historii światowej lekkoatletyki;
- chód na 50 kilometrów – 3:41:38 (19 sierpnia 2016, Rio de Janeiro), rekord Kanady.